# Формула-1 — Гран-прі Південної Африки
Гран-прі Південної Африки (англ. South African Grand Prix) вперше проводився у 1934 році на автодромі Принца Георга в Іст-Лондоні, Капська провінція. До Гран-прі долучились найкращі пілоти з Європи, включаючи Бернда Роземайера, Річарда «Діка» Сімена, Річарда Шаттлворта та переможця 1939 року Луїджі Віллорезі.
Друга світова війна поклала кінець гонці, але вона була відроджена в 1960 році як частина перегонів Формули-1, а через два роки увійшла в календар Чемпіонату світу. Гран-прі Південної Африки було популярним етапом Формули-1, але було призупинено відразу після скандальної гонки 1985 року через національну політику апартеїду. Після закінчення режиму апартеїду в 1991 році гонку повернули до календаря Формули-1 у 1992 та 1993 роках. Гонка 1993 року стала останнім Гран-прі Південної Африки станом на 2023 рік. Плани відродити гонку в 2024 році були скасовані.

## Історія

### Іст-Лондон (1934–1966)
Перші Гран-прі Південної Африки проходили на трасі довжиною 24,4 км, відомої як автодром Принца Георга, яка пролягала через різні населені райони прибережного міста Іст-Лондон. У 1936 році її було скорочено до 17,7 км. Коли перегони відновилися після Другої світової війни, у 1959 році була побудована постійна траса, яка зберегла назву «Автодром Принца Георга». Перша гонка Чемпіонату світу Формули-1 у Південній Африці відбулася 29 грудня 1962 року. У цій гонці Грем Гілл завдяки механічним проблемам Джима Кларка з його Lotus здобув перемогу в гонці та став чемпіоном. Змагання проводилися на трасі в Іст-Лондоні знову в 1963, 1965 і 1966 роках, останнє Гран-прі не увійшло до списку залікових гонок чемпіонату, оскільки регламент про нову 3-літрову формулу набув чинності в той же день. У 1967 році гонку перенесли на трасу К'яламі поблизу високогірного міста Йоганнесбург у Трансваалі, де вона залишалася до тих пір, поки Гран-прі Південної Африки входило до офіційного календаря Формули-1.

### К'яламі (1967–1985)
Швидка траса К'яламі, побудована на початку 1960-х років, прийняла свій перший Гран-прі Південної Африки в 1967 році, де приватник Джон Лав ледь не здобув перемогу, але зіткнувся з нестачею пального наприкінці гонки, а мексиканець Педро Родрігес здобув перемогу. У 1968 році Джим Кларк здобув перемогу, побивши рекорд Хуана-Мануеля Фанхіо за кількістю перемог у кар'єрі, і це виявилося його останньою перемогою у Формулі-1. Він загинув під час перегонів Формули-2 у Гоккенгаймі пізніше того ж року. У 1969 році переміг Джекі Стюарт, а наступного року 44-річний ветеран Джек Бребем виграв свою останню гонку Формули-1. У 1971 році американець Маріо Андретті виграв свій перший Гран-прі, дебютувавши за Ferrari. У 1974 році американець Пітер Ревсон розбився в жахливій аварії в повороті Barbeque Bend під час практики перед гонкою. Він влетів на швидкості у бар'єр через несправність підвіски та пізніше помер від отриманих травм. Аргентинець Карлос Ройтеман здобув свою першу перемогу в кар'єрі того року. У 1975 році перемогу на домашній трасі здобув південноафриканець Джоді Шектер. Гран-прі 1977 року стало місцем однієї з найжахливіших аварій в історії, коли Том Прайс загинув, збивши на повній швидкості на смерть маршала траси Янсена Ван Вуурена. Нікі Лауда виграв гонку, але аварія сколихнула весь спорт. У 1978 році Ронні Петерсон здобув пізню перемогу над Патріком Депайєром і Ріккардо Патрезе. Захід 1979 року проходив за мінливих погодних умов і перемогу здобув канадець Жиль Вільнев.
Починаючи з 1980-х років, боліди з турбонаддувом почали домінувати в Гран-прі. Через значну висоту на якій розташована швидкісна траса К'яламі (приблизно 1500 метрів над рівнем моря) турбодвигуни з примусовою індукцією могли регулювати кількість повітря, що надходить у двигун, тоді як атмосферні двигуни не могли цього робити. Двигуни з турбонаддувом у 1982 році мали перевагу в потужності 150 к.с. над атмосферними двигунами і часто кваліфікувалися вище за болди з атмосферними двигунами. Команда Renault домінувала в гонках 1980 і 1982 років. Француз Ален Прост виграв гонку 1982 року після того, як пробив колесо, та змушений був заїхати на додатковий піт-стоп на середині дистанції, після цього він зумів порватися через пелотон і відібрати перемогу у Карлоса Ройтемана. Подія 1981 року стала жертвою конфлікту FISA–FOCA. Оскільки не вдалося досягти згоди з FISA щодо проведення Гран-прі як раунду чемпіонату світу Формули-1 або як гонки Формули-1 поза чемпіонатом, її було офіційно проведено як подію Формула-Libre. В гонці взяли участь лише команди, що належали до FOCA, з болідами, які не повністю відповідали правилам Формули-1 1981 року. Гран-прі 1983 року стало останнім етапом того сезону, і в гонці відбулася тристороння боротьба за чемпіонство серед пілотів між Простом, бразильцем Нельсоном Піке та французом Рене Арну. Прост і Арну обидва зійшли через проблеми з двигуном, а Піке фінішував 3-ім та здобув титул чемпіона. Прост зробив різкі коментарі щодо консервативного підходу Renault до розробки боліда, і його звільнили з команди. Виграв гонку товариш по команді Піке італієць Ріккардо Патрезе. У 1984 році Гран-прі проходило на початку сезону, і Прост (тепер в складі McLaren) стартував з піт-лейну на запасному боліді після того, як його основний болід не зміг завестись. Це було дозволена, тому що перший старт гонки було скасовано після того, як британець Найджел Менселл заглох на стартовій решітці. Прост прорвався через пелотон та фінішував другим, позаду свого товариша по команді Нікі Лауди. Британець Дерек Ворвік з команди Renault піднявся на подіум, а майбутній чемпіон світу з Бразилії Айртон Сенна з Toleman набрав своє перше очко, фінішувавши 6-м.
Перегони 1985 року були затьмарені міжнародними суперечками, оскільки країни почали бойкотувати південноафриканські спортивні змагання через надзвичайний стан, оголошений південноафриканським урядом у липні того ж року через сплеск насильства, пов’язаного з расовою сегрегацією в країні, що носила назву апартеїд. Більшість людей, залучених у Формулу-1, були категорично проти поїздки на гонку в Південну Африку. Деякі уряди намагалися заборонити своїм пілотам брати участь у перегонах, а команди Ligier і Renault бойкотували гонку відповідно до заборони французького уряду на проведення спортивних заходів у Південній Африці. Однак французькі гонщики Ален Прост, який здобув титул чемпіона 1985 року в попередній гонці, і Філіпп Стрейфф, обидва за кермом британських команд, взяли участь в гонці. Британський гонщик Найджел Менселл виграв свою другу поспіль гонку Формули-1, а його товариш по команді Кеке Росберг після 2 піт-стопів зміг прорватися до другого місця, що принесло команді Williams фініш на двох найвищих позиціях . 1985 рік став останнім Гран-прі Південної Африки до закінчення апартеїду, коли президент FIA Жан-Марі Балестр оголосив через кілька днів після завершення гонки, що Гран-прі не повернеться в країну через апартеїд.

### Коротке повернення (1992–1993)
Після закінчення апартеїду в 1991 році Формула-1 повернулася в К'яламі на два Гран-прі в 1992 і 1993 роках. У змаганнях 1992 року домінував Найджел Менселл, а в змаганнях 1993 року відбулася напружена боротьба між Аленом Простом, Айртоном Сенною та Міхаелем Шумахером, у якій Просто здобув перемогу. У липні 1993 року К'яламі було продано Південноафриканській автомобільній асоціації, якій вдалося зробити трасу прибутковою. Однак проведення перегонів Формули-1 виявилося надто дорогим, і Гран-прі не повернулося. 1993 рік став останнім, коли етап Формули-1 проводився на африканському континенті.
Єдиним південноафриканським гонщиком, який вигравав Гран-прі Південної Африки, став Джоді Шектер у 1975 році. Британський гонщик Джим Кларк ставав переможцем 4 рази, а австрієць Нікі Лауда — тричі.

### Можливість повернення
У квітні 2018 року в виданні The South African було обговорено можливість повернення Південної Африки до календаря Формули-1 з Адріаном Шольцем, генеральним директором Motorsport South Africa. Він сказав, що головними перешкодами є високі витрати на проведення такої події та той факт, що на даний момент жодна південноафриканська траса не відповідає вимогам FIA для проведення гонок Формули-1, хоча К'яламі наближається до цього. У 2023 році FIA оголосила, що Гран-прі Південної Африки не повернеться до календаря Формули-1 найближчим часом через позицію уряду Південної Африки щодо російського вторгнення в Україну.

## Переможці Гран-прі Південної Африки

### Багаторазові переможці

#### Пілоти
Рожевим фоном вказані перегони, які не увійшли до заліку Чемпіонату Світу.
| К-сть    | Пілот           | Роки                   |
| -------- | --------------- | ---------------------- |
| 4        | Джим Кларк      | 1961, 1963, 1965, 1968 |
| 3        | Нікі Лауда      | 1976, 1977, 1984       |
| 2        | Джекі Стюарт    | 1969, 1973             |
| 2        | Карлос Ройтеман | 1974, 1981             |
| 2        | Найджел Менселл | 1985, 1992             |
| 2        | Ален Прост      | 1982, 1993             |
| Джерело: |                 |                        |

#### Конструктори
Рожевим фоном вказані перегони, які не увійшли до заліку Чемпіонату Світу.

Жирним шрифтом виділені конструктори, які беруть участь в поточному сезоні чемпіонату Формули-1.
| К-сть    | Конструктор | Роки                               |
| -------- | ----------- | ---------------------------------- |
| 6        | Lotus       | 1961, 1963, 1965, 1966, 1968, 1978 |
| 4        | Ferrari     | 1971, 1976, 1977, 1979             |
| 4        | Williams    | 1981, 1985, 1992, 1993             |
| 2        | Maserati    | 1934, 1939                         |
| 2        | Cooper      | 1960, 1967                         |
| 2        | Tyrrell     | 1973, 1975                         |
| 2        | Renault     | 1980, 1982                         |
| 2        | Brabham     | 1970, 1983                         |
| 2        | McLaren     | 1972, 1984                         |
| Джерело: |             |                                    |

#### Виробники двигунів
Рожевим фоном вказані перегони, які не увійшли до заліку Чемпіонату Світу.

Жирним шрифтом виділені виробники двигунів, які беруть участь в поточному сезоні чемпіонату Формули-1.
| К-сть    | Виробник | Роки                                           |
| -------- | -------- | ---------------------------------------------- |
| 8        | Ford *   | 1968, 1969, 1970, 1972, 1973, 1974, 1975, 1981 |
| 5        | Climax   | 1960, 1961, 1963, 1965, 1966                   |
| 4        | Ferrari  | 1971, 1976, 1977, 1979                         |
| 4        | Renault  | 1980, 1982, 1992, 1993                         |
| 3        | Maserati | 1934, 1939, 1967                               |
| Джерело: |          |                                                |

* Вироблені компанією Cosworth.

### По роках
Рожевим фоном вказані перегони, які не увійшли до заліку Чемпіонату Світу.
| Рік         | Пілот                        | Конструктор                  | Траса                        | Звіт                         |
| ----------- | ---------------------------- | ---------------------------- | ---------------------------- | ---------------------------- |
| 1934        | Вітні Стрейт                 | Maserati 8CM 3.0L            | Іст-Лондон                   | Звіт                         |
| 1935        | Не проводився                | Не проводився                | Не проводився                | Не проводився                |
| 1936        | Маріо Маццакураті            | Bugatti 35B                  | Іст-Лондон                   | Звіт                         |
| 1937        | Пет Ферфілд                  | ERA-B                        | Іст-Лондон                   | Звіт                         |
| 1938        | Буллер Мейєр                 | Riley                        | Іст-Лондон                   | Звіт                         |
| 1939        | Луїджі Віллорезі             | Maserati 6CM                 | Іст-Лондон                   | Звіт                         |
| 1940 – 1959 | Не проводився                | Не проводився                | Не проводився                | Не проводився                |
| 1960        | Поль Фрер                    | Cooper-Climax                | Іст-Лондон                   | Звіт                         |
| 1960        | Стірлінг Мосс                | Porsche                      | Іст-Лондон                   | Звіт                         |
| 1961        | Джим Кларк                   | Lotus-Climax                 | Іст-Лондон                   | Звіт                         |
| 1962        | Грем Гілл                    | BRM                          | Іст-Лондон                   | Звіт                         |
| 1963        | Джим Кларк                   | Lotus-Climax                 | Іст-Лондон                   | Звіт                         |
| 1964        | Не проводився                | Не проводився                | Не проводився                | Не проводився                |
| 1965        | Джим Кларк                   | Lotus-Climax                 | Іст-Лондон                   | Звіт                         |
| 1966        | Майк Спенс                   | Lotus–Climax                 | Іст-Лондон                   | Звіт                         |
| 1967        | Педро Родрігес               | Cooper-Maserati              | К'яламі                      | Звіт                         |
| 1968        | Джим Кларк                   | Lotus-Ford                   | К'яламі                      | Звіт                         |
| 1969        | Джекі Стюарт                 | Matra-Ford                   | К'яламі                      | Звіт                         |
| 1970        | Джек Бребем                  | Brabham-Ford                 | К'яламі                      | Звіт                         |
| 1971        | Маріо Андретті               | Ferrari                      | К'яламі                      | Звіт                         |
| 1972        | Денні Гальм                  | McLaren-Ford                 | К'яламі                      | Звіт                         |
| 1973        | Джекі Стюарт                 | Tyrrell-Ford                 | К'яламі                      | Звіт                         |
| 1974        | Карлос Ройтеман              | Brabham-Ford                 | К'яламі                      | Звіт                         |
| 1975        | Джоді Шектер                 | Tyrrell-Ford                 | К'яламі                      | Звіт                         |
| 1976        | Нікі Лауда                   | Ferrari                      | К'яламі                      | Звіт                         |
| 1977        | Нікі Лауда                   | Ferrari                      | К'яламі                      | Звіт                         |
| 1978        | Ронні Петерсон               | Lotus-Ford                   | К'яламі                      | Звіт                         |
| 1979        | Жиль Вільнев                 | Ferrari                      | К'яламі                      | Звіт                         |
| 1980        | Рене Арну                    | Renault                      | К'яламі                      | Звіт                         |
| 1981        | Карлос Ройтеман              | Williams-Ford                | К'яламі                      | Звіт                         |
| 1982        | Ален Прост                   | Renault                      | К'яламі                      | Звіт                         |
| 1983        | Ріккардо Патрезе             | Brabham-BMW                  | К'яламі                      | Звіт                         |
| 1984        | Нікі Лауда                   | McLaren-TAG                  | К'яламі                      | Звіт                         |
| 1985        | Найджел Менселл              | Williams-Honda               | К'яламі                      | Звіт                         |
| 1986 – 1991 | Не проводився через Апартеїд | Не проводився через Апартеїд | Не проводився через Апартеїд | Не проводився через Апартеїд |
| 1992        | Найджел Менселл              | Williams-Renault             | К'яламі                      | Звіт                         |
| 1993        | Ален Прост                   | Williams-Renault             | К'яламі                      | Звіт                         |
| Джерело:    |                              |                              |                              |                              |

### Виноски
1. ↑  В 1960 році було проведено два Гран-прі Південної Африки.[14]